# Pentacladia matilei
Pentacladia matilei är en stekelart som beskrevs av Gérard Delvare 2001. Pentacladia matilei ingår i släktet Pentacladia och familjen hoppglanssteklar.
Artens utbredningsområde är:
- Algeriet.
- Marocko.
- Tunisien.

Inga underarter finns listade i Catalogue of Life.